# Ted Rosenthal
Ted Rosenthal (Great Neck (Long Island), 1959) is een Amerikaanse jazzpianist. Hij was te zien in de serie Night Music van David Sanborn en trad wereldwijd op, zowel als leader als als sideman met vele jazzgrootheden, waaronder Gerry Mulligan, Art Farmer, Phil Woods, Bob Brookmeyer en Jon Faddis. Rosenthal heeft ook als leader tien cd's uitgebracht, die nieuwe methoden en afwijkingen van grote Amerikaanse normen, jazzmelodieën en klassieke thema's bevatten, evenals zijn oorspronkelijke composities. Zijn vermogen om zowel de creatieve als de analytische aspecten van jazz te communiceren, vertaalt zich van de muziektent naar de educatieve arena: hij bekleedt facultaire functies aan de Juilliard School, Manhattan School of Music en The New School.

## Biografie
Rosenthal is geboren en getogen in Great Neck, Long Island, New York. Hij begon op jonge leeftijd op het gehoor te spelen en begon op 12-jarige leeftijd te studeren bij Tony Aless, een sideman bij Charlie Parker en Stan Getz. Op de middelbare school studeerde hij kort bij Jaki Byard en Lennie Tristano en volgde hij workshops bij Billy Taylor, Woody Shaw en anderen. Hoewel jazz de belangrijkste passie van Rosenthal was, waren er in die tijd beperkte mogelijkheden om jazz op conservatoriumniveau te studeren. Omdat hij ook voldoening en plezier vond in klassieke muziek, volgde hij klassieke pianostudies aan de Manhattan School of Music. Hij behaalde een bachelor- en een masterdiploma in pianospel, terwijl hij zijn liefde voor jazz buiten de klas bleef nastreven. Na zijn studie vervolgde hij zijn studie klassieke piano bij Phillip Kawin, terwijl hij jazz speelde in en rond New York.
Rosenthal was de winnaar van de Thelonious Monk International Jazz Competition in 1988, die zijn carrière als soloartiest lanceerde, wat leidde tot de publicatie van zijn eerste cd New Tunes, New Traditions als leader, met Ron Carter, Billy Higgins en Tom Harrell. Het album verweeft Thelonious Monks met de oorspronkelijke composities van Rosenthal. Rosenthal toerde begin jaren 1990 met het laatste Gerry Mulligan Quartet, nam drie cd's op met Mulligan en trad op tijdens grote jazzfestivals over de hele wereld. Na de dood van Mulligan werd Rosenthal muzikaal leider van The Gerry Mulligan All Star Tribute Band, met Lee Konitz, Bob Brookmeyer en Randy Brecker. De cd Thank You, Gerry! werd in 1998 genomineerd voor een Grammy Award.
Als sideman trad Rosenthal op in kleine bands onder leiding van Art Farmer, Jon Faddis, Phil Woods en Jay Leonhart. Hij trad ook op met Wynton Marsalis en het Lincoln Center Jazz Orchestra, de Carnegie Hall Jazz Band, het Westchester Jazz Orchestra en het Vanguard Jazz Orchestra. Rosenthal is de pianist bij uitstek voor vele top-jazzzangers, waaronder Helen Merrill, Mark Murphy en Ann Hampton Callaway. De laatste begeleidde hij bij verschillende edities van de jaarlijkse Jazz Cruise, ondersteund door Martin Wind en Tim Horner. Hij is verbonden aan de faculteit van zowel de Juilliard School als de Manhattan School of Music in New York en is ook lid van het Juilliard Jazz Quintet. De cd's van Rosenthals als leader tonen zowel zijn creatieve benadering van normen en klassiekers als zijn oorspronkelijke composities. Zijn laatste, The King and I (2006) bevat Rosenthals jazztakes (met George Mraz op bas, Lewis Nash op drums) op liedjes uit de klassieke musical One Night in Vermont (2004), een duo-optreden met trombonist Bob Brookmeyer en verkent grote Amerikaanse normen in een inventieve en improviserende stijl.
Rosenthal treedt regelmatig op tijdens jazzpianoconcerten, waaronder op 92nd Street Y met Bill Charlap en Dick Hyman. Op het JVC Jazz Festival 2003 trad hij op en produceerde hij samen met George Wein Piano Starts Here, met ook Kenny Barron en Cedar Walton. Rosenthal is ook verschenen op Marian McPartlands Piano Jazz bij National Public Radio en bij NBC's Night Music met David Sanborn. Als ontvanger van drie beurzen van de National Endowment for the Arts, componeert Rosenthal momenteel grootschalige werken en jazzmuziek. The Survivor, een concert voor piano en orkest, dat geschreven en geïmproviseerde secties voor de solist combineert, is uitgevoerd door Rosenthal met de Rockland Symphony en met de Manhattan Jazz Philharmonic. Rosenthal voegt vaak improvisaties toe aan zijn uitvoeringen van George Gershwins werken voor piano en orkest, wat een extra dimensie van vitaliteit en spontaniteit aan de muziek toevoegt.
Rosenthals klassieke/jazz crossover-uitvoeringen omvatten solo- en optredens met de Boston Pops, de Baltimore Symphony, de Kansas City Symphony, de Rochester Philharmonic, de Indianapolis Symphony, de Tucson Symphony en de Greater Palm Beach Symphony. Zijn laatste werk omvat het aanpassen van thema's van Brahms, Schumann, Tsjaikovski en anderen in een mainstream jazzidioom. Zijn eerste opera Dear Erich ging in januari 2019 in première door de New York City Opera in het Museum of Jewish Heritage. Rosenthal is actief in het jazzonderwijs. Hij presenteert jazzclinics over de hele wereld, vaak in samenwerking met zijn tournees. Hij was een bijdragende redacteur voor het tijdschrift Piano and Keyboard en heeft pianoconfiguraties en artikelen gepubliceerd voor Piano Today en The Piano Stylist.

## Discografie

### Als leader
- 1994: Ted Rosenthal at Maybeck (Concord)

### Als sideman
Met Arkadia Jazz All Stars
- Thank You, Gerry!
- Thank You, John!

- Bibliothèque nationale de France: cb14222239j (data)
- Gemeinsame Normdatei: 134935845
- International Standard Name Identifier: 0000 0000 6705 3247
- Library of Congress Control Number: n94068337
- MusicBrainz: 016f9ce7-39a0-4cac-8b91-5667a08a8081
- Nationale bibliotheek van Australië: 35807823
- Nationale Bibliotheek van Israël: 987009046279405171
- Nederlandse Thesaurus van Auteursnamen: 070738416
- SNAC: w6544p2f
- Système universitaire de documentation: 175066566
- Virtual International Authority File: 243062524
- WorldCat: E39PBJhmPr3cKG7YMk8kbgrwmd